# COP 357
Le COP 357 est un pistolet de type derringer à quatre coups spécialement développé pour chambrer la cartouche de .357 Magnum. Il a été développé par Robert Hillberg sur la base d'une arme de guérilla, le Winchester Liberator, un fusil calibre 16 à quatre canons, qu'il avait précédemment imaginé pendant la guerre du Viêt-nam. Cette arme fut fabriquée par la société COP Inc. of 3040 West Lomita Blvd., Torrance, California avant sa cessation d'activité. Sa taille, sensiblement équivalente à celle d'un pistolet semi-automatique de calibre 6,35 mm (énergie à la bouche de 127J environ), associée à la capacité d'arrêt du .357 magnum, peut en faire une arme de choix pour l'autodéfense, ou comme arme de secours pour les policiers. L'arme peut également être chargée en .38 special (dont la cartouche de .357 est dérivée).

## Présentation
Le COP 357 est réalisé en acier inoxydable, les cartouches sont placées dans quatre chambres séparées comportant chacune un canon, le dispositif d'extraction des douilles s'inspire de celui des fusils de chasse. L'originalité du COP 357 repose sur le principe de son mécanisme à double action : chaque chambre est équipée d'un percuteur, actionné par une enclume rotative permettant la mise à feu séquentielle des cartouches. La pression sur la queue de détente entraîne la mise en rotation d'un porte enclume, qui vient se placer en face de chaque percuteur. Dans le même temps, le chien interne est armé, puis vient percuter l'enclume, provoquant le tir de la chambre correspondante. Ce système permet d'obtenir une arme à répétition plus compacte qu'un revolver ou un pistolet automatique de même calibre, et s'inspire du système des poivrières du XIXe siècle, à la différence que les éléments mobiles sont internes dans le cas du COP 357. L'arme ne comporte pas de cran de sûreté, la mise à feu accidentelle étant prévenue par la dureté de la queue de détente.

## Utilisation
Le principal défaut rapporté du COP 357 est la dureté de sa queue de détente, qui nécessite l'application d'une importante force de pression, rendant le tir peu rapide et peu précis, c'est pourquoi l'arme n'a pas rencontré le succès escompté.

## Culture populaire
On retrouve le COP 357 dans le film Matrix Reloaded entre les mains de Monica Bellucci (Persephone) lorsqu'elle abat l'un des séides de son époux d'une balle d'argent dans la tête. Dans le film Bad Boys, il est aperçu au moment du dénouement lorsque l'antagoniste Fouchet le sort de sa poche pour tenter de tuer Mike Lowrey et Marcus Burnett qui le repère grâce au reflet du soleil sur l'arme. Dans le jeu vidéo Team Fortress 2, le pistolet l'Arrêt-court est une copie du COP 357. On le rencontre également à plusieurs reprises dans la série de science-fiction Battlestar Galactica, notamment entre les mains de Romo Lampkin, lorsqu'il s'assure de la fiabilité du futur président des colonies.
Le COP 357 apparaît aussi dans le film 21 Jump Street, lors de la poursuite entre la New Beetle Rose et le Biker transportant une Piñata, les 4 coups de l'arme aboutissant à l'explosion d'un camion de poulets. Dans la série fantastique Smallville, Lex Luthor utilise également cette arme. On retrouve aussi cette arme utilisée par Liv dans la série iZombie.